# Puig de la Comuna Grossa
El puig de la Comuna Grossa és una muntanya de 409 metres de les serres de Llevant situada al municipi de Felanitx, entre el puig de Sant Salvador i el Puig de Santueri.